# Kluknava
Kluknava (deutsch Kluckenau, ungarisch Kluknó) ist eine Gemeinde in der Ostslowakei.

## Lage

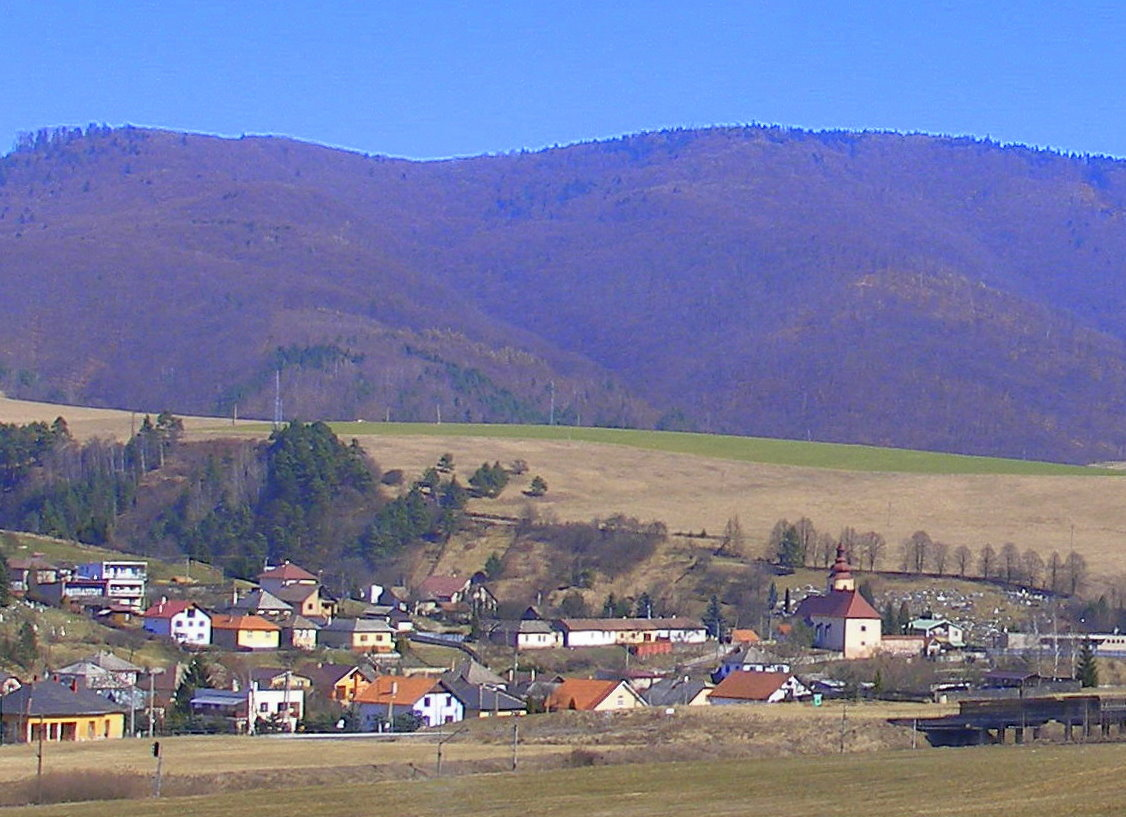
Blick auf den Ort

Sie liegt in den westlichen Ausläufern der Čierna hora, eines nordöstlichen Teils des Slowakischen Erzgebirges im Hornádtal etwa 4 km von der Stadt Krompachy entfernt.

## Geschichte
Der Ort wurde 1308 erstmals als Plichnow erwähnt.

## Bevölkerung
| Jahr                | 1994 | 2004    | 2014    | 2024    |
| ------------------- | ---- | ------- | ------- | ------- |
| Anzahl der Personen | 1757 | 1642    | 1590    | 1530    |
| Unterschied         |      | −6,54 % | −3,16 % | −3,77 % |

| Jahr                | 2023 | 2024    |
| ------------------- | ---- | ------- |
| Anzahl der Personen | 1525 | 1530    |
| Unterschied         |      | +0,32 % |

## Sehenswürdigkeiten
Im Ort gibt es eine römisch-katholische Kirche aus dem Jahr 1555, im Jahr 1710 barockisiert, ein Kastell aus dem 16. Jahrhundert und zwei Kapellen. Eine gedeckte Holzbrücke verbindet den Ort mit der Siedlung Štefanská huta.

## Persönlichkeiten
- Wilhelm Roth (1848–1919), ungarischer HNO-Arzt